# Tschugunow-Insel
Tschugunow-Insel (russisch Остров Чугунова Ostrow Tschugunowa) ist eine kleine und vereiste Insel vor der Küste des Königin-Marie-Lands. Sie ist vollständig vom Shackleton-Schelfeis umgeben und liegt zwischen den Mündungen des Denman- und des Scott-Gletschers.
Luftaufnahmen der US-amerikanischen Operation Highjump (1946–1947) dienten ihrer Kartierung. Weitere Luftaufnahmen entstanden 1956 bei einer sowjetischen Antarktisexpedition. Namensgeber der Insel ist der sowjetische Atmosphärenforscher N. A. Tschugunow, der mit seinem Expeditionskameraden M. I. Rochlin im Januar 1958 an Bord eines Forschungsschiffs in der Antarktis von herabfallenden Eismassen erschlagen wurde.